# Guerreros de Bogotá
Guerreros de Bogotá es un club de baloncesto colombiano de la ciudad de Bogotá, participante de la Liga Profesional de Baloncesto llamada Liga DirecTV de Baloncesto. Disputa sus partidos como local en el Coliseo El Salitre desde el 2012 año de su debut en el profesionalismo, su último título fue en 2013.
Aunque el club ya no existe en la rama profesional sigue estando afiliado a la Liga de Baloncesto de Bogotá.

## Historia
En un esfuerzo de los padres de los estudiantes del Gimnasio Los Pinos y del Colegio Anglo Colombiano, para que sus hijos tuvieran un fortalecimiento en el deporte se fundó el 7 de mayo del 2011 el club Guerreros de Bogotá. Su debut se dio en la Copa Invitacional FCB 2012 donde finalizó subcampeón luego de caer ante un grande del baloncesto colombiano, Bucaros Fresckaleche en una serie que inició en Bogotá 1-1 pero que al llegar a Bucaramanga finalizaría 4-1 en contra de los capitalinos.
Llegaría el 2013 en un formato nuevo llamado Liga DirecTV de Baloncesto pero el equipo participaría en el segundo semestre del renovado torneo colombiano, nuevamente demostrando un gran nivel finalizó primero en la primera fase con 65 unidades en 36 juegos. El paso a semifinales sería contra Bambuqueros de Neiva en ese entonces campeón en el primer semestre y defensor del título, la llave la ganó Guerreros 3-2 que empezó y finalizó en Bogotá. La final ante Academia de la Montaña se inició en Bogotá perdiendo el primer juego y ganando el segundo, al trasladarse a Medellín la serie siguió igualada tras el tercer juego ganado por los paisas y el cuarto juego ganado por Guerreros lo que obligó a trasladar la serie a Bogotá donde finalmente saldría vencedor el equipo de la capital con marcador 91-84 para el primer título del club.

## Palmarés

### Era Profesional

#### Torneos nacionales oficiales
| Competición Nacional                  | Títulos                                | Subcampeonatos                                                               |
| ------------------------------------- | -------------------------------------- | ---------------------------------------------------------------------------- |
| Copa Invitacional FCB 2012 (0/1):     |                                        | Copa Invitacional FCB 2012.                                                  |
| Liga Profesional de Baloncesto (1/2): | Liga Colombiana de Baloncesto 2013-II. | Liga Colombiana de Baloncesto 2014-I, Liga Colombiana de Baloncesto 2014-II. |

- Temporadas: 4 (Copa Invitacional FCB 2012, Liga Colombiana de Baloncesto 2013-II, Liga Colombiana de Baloncesto 2014-I y Liga Colombiana de Baloncesto 2014-II